# Parque Estadual do Araguaia
O Parque Estadual do Araguaia é um parque estadual no estado de Mato Grosso, Brasil. Protege uma área de cerrado inundado anualmente na transição para a floresta amazônica e é rica em biodiversidade.

## Localização
O Parque Estadual do Araguaia fica no município de Novo Santo Antônio, Mato Grosso. Possui uma área de 223 169,54 hectares (551 463,9 acre(s)s). Faz fronteira com os municípios de São Félix do Araguaia e Ribeirão Cascalheira e o estado do Tocantins. É a parte mais ao sul do conjunto de áreas protegidas que se estende ao longo da margem direita do rio Araguaia, em Mato Grosso. Fica na bacia do Araguaia, entre o Araguaia e seu tributário, o rio das Mortes.

## História
Desde a década de 1970, impulsionado por incentivos fiscais, o estado de Mato Grosso converteu enormes áreas da floresta amazônica e de cerrado em sistemas agro-pastorais de larga escala. A maior parte da terra desocupada estava em áreas remotas, inacessíveis e protegidas. Os tipos de terra protegida dependem doseu uso. Assim, 83,77% das terras permanentemente inundadas são protegidas, enquanto apenas 3,87% das savanas abertas são protegidas.
O Parque Estadual do Araguaia foi criado pela lei 7.517, de 28 de setembro de 2001, com uma área de cerca de 230.000 hectares (570.000 acres). Os objetivos eram proteger os recursos hídricos, permitir o movimento da fauna nativa, preservar uma amostra representativa dos ecossistemas da região e apoiar o uso público controlado, a educação e a pesquisa científica. Era para ser administrado pela Fundação Estadual do Meio Ambiente (FEMA).
O parque foi classificado como área protegida da IUCN categoria II (parque nacional).
No momento da criação, foram permitidos no máximo cinco anos para a FEMA preparar um plano de gerenciamento. O parque foi modificado pela lei 8.458, de 17 de janeiro de 2006. O plano de manejo foi publicado em 2007. Foi aprovado em dezembro de 2008.
Em 27 de junho de 2011, o governo do estado publicou uma lei autorizando uma "troca" com a Fundação Nacional do Índio (Funai) que traria o povo xavante do Território Indígena Maraiwatsede (TI) para o parque e regularizaria a posse de posseiros na TI. A Funai respondeu que não tinha interesse no intercâmbio, o que era inconstitucional, pois o território indígena é inalienável.

## Meio ambiente
A vegetação está em transição entre a floresta amazônica e o cerrado, o que resulta em um alto nível de biodiversidade. O parque é inundado anualmente. A fauna típica da floresta amazônica inclui o robusto macaco capuchinho e o bugio . A fauna do cerrado inclui lobo-guará (Chrysocyon brachyurus) e veado-campeiro (Ozotoceros bezoarticus). A fauna das terras úmidas inclui o cervo-do- pantanal (Blastocerus dichotomus) e a capivara (Hydrochoerus hydrochaeris). O parque também abriga animais aquáticos como o golfinho do rio Amazonas (Inia geoffrensis), lontra gigante (Pteronura brasiliensis) e tartarugas.